# A Kárpát-medence magyar emlékei, látnivalói
A Kárpát-medence magyar emlékei, látnivalói közé sorolhatóak országhatároktól függetlenül a Kárpát-medence mindazon történelmi, kulturális, néprajzi emlékei, illetve turisztikai látnivalói, amelyek a hajdani vagy mai magyarsághoz kapcsolódnak. A Kárpát-medence magyar emlékei nemcsak országok szerint csoportosíthatóak, hanem a kulturálisan is közös egységet képező négy fő égtáji-domborzati egység szerint is. Ezek egyrészt az Alföld (a Kárpát-medence belső régiója), illetve az ezt északról, nyugatról és keletről körülvevő hegyes-dombos régiók teljesen vagy szórványosan magyarlakta területei.

## Világörökség

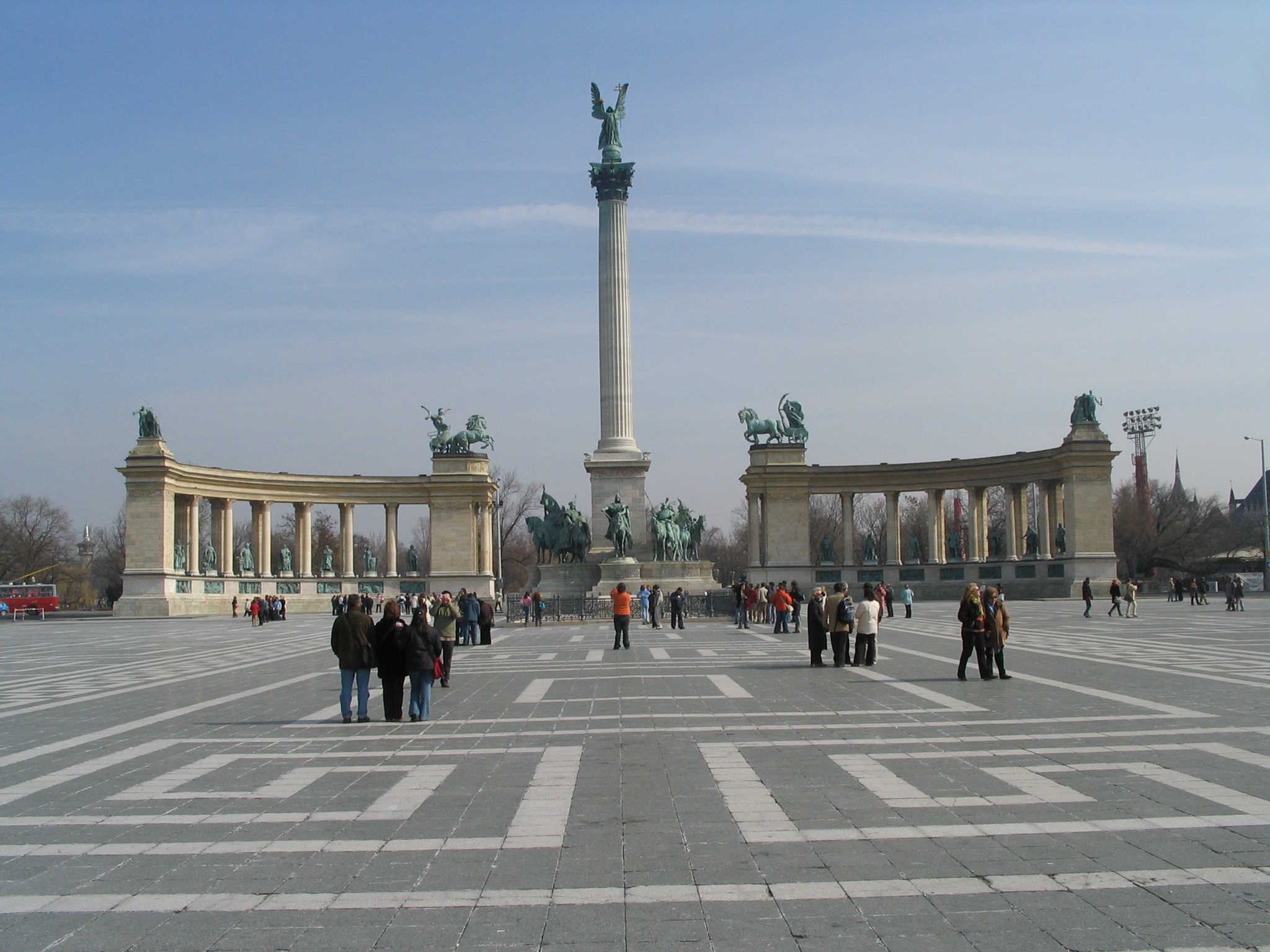
A Hősök tere

- Budapest - a Duna-part látképe és a Budai Várnegyed, az Andrássy út és történelmi környezete
- Fertő-táj
- Hollókő
- Hortobágyi Nemzeti Park
- Pannonhalmi Bencés Főapátság
- Székelyderzs
- Tokaji Történelmi Borvidék

Részben magyar emlékekkel:
- Bártfa
- Segesvár történelmi központja
- Selmecbánya
- Szepes vára és a kapcsolódó műemlékek

## Régió szerint

### Északi Kárpát-medence
Az Északi Kárpát-medence az Északi-Kárpátoknak a történelmi Magyar Királyság uralma alá eső területeit foglalja magában. Legnagyobb része ma Szlovákiához, kisebb része, az Északi-középhegység zömében Magyarországhoz, keleti sarka pedig Ukrajnához, illetve Romániához tartozik (Észak- és Kelet-Kárpátalja, Máramaros).
A terület mindig a Magyar Királyság legészakabbi vidéke volt (Felföld, Felvidék). Gazdag városai és bányavidékei révén a középkorban a királyság legfejlettebb területét alkotta. A mohácsi csatavesztést követően a török elől menekülő magyar nemesség menedéke lett, ahová tömegével húzódtak fel délebbről. A török háborúk ezt a régiót viszonylag érintetlenül hagyták, ezért a történelmi emlékeket látogatva felidézhetjük, milyen volt a középkori Magyar Királyság településeinek élete.
A régió hegyvidékeinek ódon városai számos magyar történelmi emléket rejtenek, például Eger, Pásztó, Rozsnyó, Besztercebánya, Körmöcbánya, Lőcse, Bártfa, Késmárk.
Az épen maradt középkori magyar várak közül leghíresebbek Bajmóc, Árva, Szepes várkastélya, Krasznahorka „büszke vára”, a zólyomi, sárospataki és szerencsi vár, illetve a szécsényi várnegyed. A romantikus hangulatú várromok közé tartozik a beckói, boldogkői, diósgyőri, drégelypalánki, füzéri, siroki, somoskői és hollókői vár.
Rengeteg településen találhatóak meg a régi nemesi családok kastélyai, kúriái.
A Rimaszombat, Gyöngyös, Gödöllő, Léva, Losonc által határolt terület a Palócföld. Ezen belül, az Ipoly mentén található Losonc városa, Madách Imre kastélya Alsósztregován, valamint Mikszáth Kálmán szülőfaluja, Szklabonya.
A Palócföld híres látnivalói közé tartozik Rimaszombat és a hollókői ófalu. A Garam völgyében fekszik az állattenyésztéséről, jó gazdáiról és középkori műemlékeiről híres Léva városa. A Palócföld mellett magyar néphagyományairól nevezetes a Zoboralja.
A Gömör–Szepesi-érchegység nyugati szélén találjuk Zólyomot, Balassi Bálint szülővárosát és Európa első bányászati akadémiájának székhelyét, Selmecbányát.
A régió keleti felén magyar emlékekben bővelkedik a festői szépségű, dimbes-dombos Eperjes, ettől délre pedig Kassa, amelynek Szent Erzsébet-dómja őrzi Zrínyi Ilona és II. Rákóczi Ferenc sírját. Késmárkon található Thököly Imre nyughelye. Ez a térség volt a Thököly-felkelés és a Rákóczi-szabadságharc központja. A 18. század végéig a magyar irodalom és kultúra jelentős központjai működtek itt, például Gönc és Vizsoly, a magyar nyelvű Biblia szülőhazája, Sárospatak, a híres református kollégium városa vagy Széphalom, Kazinczy Ferenc lakóhelye, ahonnan a magyar nyelvújítást irányította. Az Északkeleti-Kárpátokban található a millecentenáriumi emlékmű (Vereckei-hágó) és a sztálini haláltáborban meggyilkolt 10.000 kárpátaljai magyar szolyvai sírkertje.
A régió déli részének két híres történelmi városa, Eger és Tokaj körül húzódnak Magyarország leghíresebb történelmi borvidékei. Számos magyar festő képe látható a nagybányai Képzőművészeti Múzeumban.
A régió magyar rendezvényei közé tartoznak a Diósgyőri Várjátékok, a gombaszögi magyar kulturális fesztivál és a várhosszúréti néptánctábor.

#### Települések nemzeti jelentőségű látnivalóval

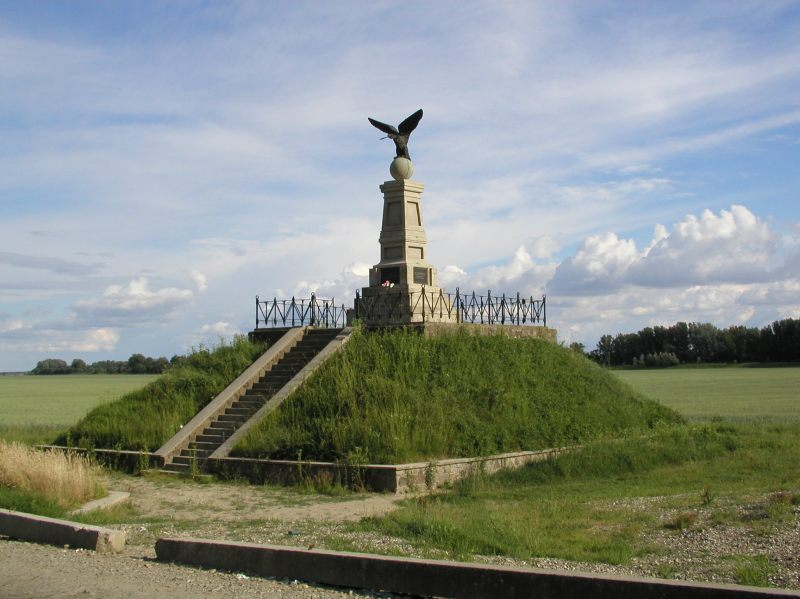
A turulmadaras Rákóczi emlékmű a Tiszabecs - Tiszaújlaki nemzetközi határállomás közelében

- Néphagyományok, népművészet: Hollókő, Tokaj, Gönc, Kolon, Lédec
- Múzeumok, kiállítóhelyek: Kisterenye (Bátonyterenye), Balassagyarmat, Gönc, Cserépfalu, Forró, Gömörszőlős, Hollóháza, Kelemér, Monok, Ózd, Putnok, Arló, Boldogkőváralja, Cserépfalu, Csobád, Edelény, Felsővadász, Füzér, Jósvafő, Kupa, Legyesbénye, Mezőcsát, Répáshuta, Sály, Tard, Tardona, Sátoraljaújhely, Szerencs, Tokaj, Kassa, Miskolc, Sárospatak, Ipolybalog, Mikszáthfalva, Alsósztregova, Rimaszombat, Zólyom, Szepesbéla, Nagybánya
- Templomok: Maconka (Bátonyterenye), Fót, Szécsény, Pásztó, Mátraverebély, Karancsság, Tar, Tereske, Eger, Bélapátfalva, Feldebrő, Bodrogolaszi, Miskolc, Nyitraújlak, Kolon, Losonc, Fülek, Tornalja, Felsővály, Gömörrákos, Zólyom, Garamszentbenedeki apátság, Rozsnyó, Berzéte, Csetnek, Kassa, Jászó, Torna, Csécs, Nagytoronya, Lőcse, Szepeshely, Zsigra, Csütörtökhely, Bártfa, Késmárk, Nagybánya
- Várak, erődök: Salgótarján, Pásztó, Szécsény, Buják, Drégely vára, Nógrád, Szanda, Eger, kisnánai vár, siroki vár, szarvaskői vár, boldogkői vár, diósgyőri vár, füzéri vár, pataki vár, Szerencs, szécsényi várnegyed, hollókői vár, Gímeskosztolány, Trencséni vár, Beckó, Vöröskő, Illava, Fülek, Árva vára, somoskői vár, Murányalja, Bajmóc, Jolsva, Zólyom, Körmöcbánya, Krasznahorkaváralja, Berzéte, Csetnek, Torna, Borsi, Márkusfalva, szepesi vár, Késmárk
- Kastélyok: Kisterenye (Bátonyterenye), Szécsény, Gyöngyös, Szilvásvárad, Noszvaj, Fáj, Füzérradvány, Palást, Taszármalonya, Gímes, Beckó, Mosóc, Alsósztregova, Nagykürtös, Jolsva, Betlér, Csetnek, Jászó, Torna, Tőketerebes, Toporc, Görgő, Márkusfalva, Nagyőr
- Történelmi városközpontok: Eger, Sárospatak, Pásztó, Aranyosmarót, Losonc, Rimaszombat, Jolsva, Rozsnyó, Csetnek, Kassa, Eperjes, Lőcse, Szepeshely, Bártfa, Nagybánya
- Köztéri szobrok, emlékművek és emléktáblák: Eger, Nyitraújlak, Vágegyháza-Alsózáros, Rimaszombat, Hibbe, Zólyom, Selmecbánya, Hodrusbánya, Rozsnyó, Krasznahorkaváralja, Dobsina, Eperjes, Görgő, Branyiszkó, Margonya, Vereckei-hágó, Máramarossziget
- Temetők: Losonc, Toporc, Szolyva

### Nyugati Kárpát-medence
A nyugati régió magyar vonatkozású világörökségi helyszínekkel büszkélkedő két települése a magyar főváros, Budapest és Pannonhalma. Budapest világörökségi helyszínei a Duna-part látképe a Budai Várnegyeddel, valamint az Andrássy út és történelmi környezete, a Pannonhalmi Bencés Főapátság pedig középkori és barokk művelődéstörténeti emlékeivel érdemelte ki a világhírt.
További magyar műemlékekben gazdag városok Pozsony, Nagyszombat, Komárom, Esztergom, Győr, Sopron, Szombathely, Kőszeg, Székesfehérvár, Veszprém, Pápa, Várpalota, Keszthely, Pécs, Eszék.
A régióban számos látványos várkastély és várrom található: pozsonyi vár, Dévény vára, Vágsellye, kőszegi vár, Nezsider, Fraknó, Léka, Lánzsér, Borostyánkő, Városszalónak, Németújvár, Kinizsi-vár, sümegi vár, Szigliget, tatai vár, cseszneki várrom, szigetvári vár, siklósi vár, Pécsvárad, Márévár, Lendva, Felsőlendva, Csáktornya, Varasd.
Értékes középkori templommal büszkélkedhet számos magyar falu, például Kőröshegy, Felsőörs, Velemér, Ják, Lébény, Somorja, Gutor, Deáki, Alistál, Bény, Máriafalva, Őriszentpéter, Őrisziget, Nagytótlak, Mártonhely.
Számos helyen láthatóak az egykori magyar főúri családok barokk kastélyai: például Muraszombat, Battyánfalva, Keszthely,  Fehérvárcsurgó, Tata, Nádasdladány, Fertőd, Nagycenk, Kismarton, Köpcsény, Felsőpulya, Lakompak, Vasvörösvár, Monyorókerék, Bős, Nemesgomba, Nagyszarva, Galánta.
Különleges népművészeti látnivalót jelentenek a hagyományos faluképüket máig megőrző őrségi falvak (különösen Őriszentpéter és Kapornak), a pityerszeri skanzen Szalafőn, a mátyusföldi (pl. Bart, Kéménd) és a balatonfelvidéki falvak népi lakóházai, a romantikus göcseji települések és a Sárköz falvai. A világörökséghez tartozik a magyar népélet emlékeit is őrző Fertő-kultúrtáj.
A régióra jellemző a nagy múltra visszatekintő borászat, az itteni magyar borvidékek közé tartozik a badacsonyi, balatonfelvidéki, móri és szekszárdi.
A régió legismertebb nemzeti kegyhelye a mohácsi történelmi emlékhely. Különlegesség a kaposmérői honfoglalás kori harcászati bemutatóhely, valamint a magyar történelem viharos évszázadait idéző komáromi erődrendszer. A szerzetesek világába nyújt bepillantást Pannonhalmán kívül a majki műemlékegyüttes és az első magyar nyelvemlék révén is ismert tihanyi apátság. A régió híres szülöttei közül Csáktornyán és Szentilonán a Zrínyiek, Nagycenken a Széchényiek egykori otthonát és nyughelyét találjuk, Berzsenyi Dániel szülőháza Niklán, Liszt Ferencé pedig Doborjánon kereshető fel.
A magyarság legnagyobb kulturális találkozói közé tartozik a régióban a kapolcsi völgyben rendezett Művészetek Völgye, a galántai Kodály Napok és az évenként megrendezett kéméndi Szikince-Ghymes Fesztivál.

#### Települések nemzeti jelentőségű látnivalóval
- Néphagyományok, népművészet: szentendrei skanzen, Szennai Szabadtéri Néprajzi Gyűjtemény, Göcseji Falumúzeum (Zalaegerszeg), Tihany, Szalafő, Őriszentpéter, Kapornak, Bart, Kéménd
- Múzeumok, kiállítóhelyek: Budapest, Szentendre, Várpalota, Badacsony, Balatonfüred, Nikla, Veszprém, Herend, Pannonhalmi Bencés Főapátság, Pécs, Kaposvár, Zalaegerszeg, Kapuvár, Csorna, Szombathely, Kőszeg, Győr, Sopron, Dunaszerdahely, Komárom, Somorjai honismereti ház, Alistál, Bős, Martos, Kismarton, Doborján, Lendva, Muraszombat, Radamos
- Templomok: Budapest, Szentendre, Zsámbék, Esztergom, Székesfehérvár, Veszprém, Pécs, Cserkút, Kallósd, Türje, Öskü, Kőröshegy, Berhida, Vörösberény, Felsőörs, Egregy, Vértesszentkereszt, Csempeszkopács, Balogunyom, Csepreg, Velemér, Balf, Kőszeg, Győr, Szombathely, Sopron, Ják, Lébény, Pozsony, Nagyszombat, Csallóközcsütörtök, Somorja, Gelle, Gutor, Szentmihályfa, Kismácséd, Nyékvárkony, Deáki, Dunaszerdahely, Alistál, ógyallai Szent László templom, Lakszakállas, Bény, Máriafalva, Felsőőr, Őriszentpéter, Őrisziget, Domonkosfa, Nagytótlak, Bántornya, Mártonhely
- Várak, erődök: Budai Várnegyed, Visegrád, esztergomi vár, Vágsellye, Komárom, kőszegi vár, Pozsony, Dévény, Nezsider, Fraknó, Léka, Lánzsér, Borostyánkő, Városszalónak, Németújvár, Lendva, Felsőlendva, Csáktornya, Varasd, Eszék, szigetvári vár, siklósi vár, Pécsvárad, Magyaregregy, sárvári vár, Nagyvázsony, sümegi vár, Szigliget, tatai vár, Várpalota, Ozora, Simontornya, cseszneki vár, Balatonszentgyörgy
- Kastélyok: Muraszombat, Battyánfalva, Keszthely, Fertőd, Nagycenk, Kismarton, Köpcsény, Felsőpulya, Lakompak, vasvörösvári kastély, Monyorókerék, Pozsony, Bős, Tallós, Nemesgomba, Nagyszarva, Galánta, Ráckeve, Fehérvárcsurgó, Martonvásár, Dég, nádasdladányi kastély, Soponya, tatai kastély
- Történelmi városközpontok: Budapest, Szentendre, Esztergom, Komárom, Pozsony, Nagyszombat, Győr, Sopron, Szombathely, Kőszeg, Keszthely, Balatonfüred, Székesfehérvár, Veszprém, Pápa, Várpalota, Zirc, Keszthely, Pécs
- Köztéri szobrok, emlékművek és emléktáblák: Budapest, Pécs, Szigetvár, Győr, Pozsony, Érsekújvár, Dunaszerdahely, Nagymegyer, Martos (Szlovákia), Ógyalla, Komárom, Udvard, Galánta, Nagyfalva, Lendva, Csáktornya
- Temetők: Budapest, Komáromi temetők

### Alföld (Belső Kárpát-medence)

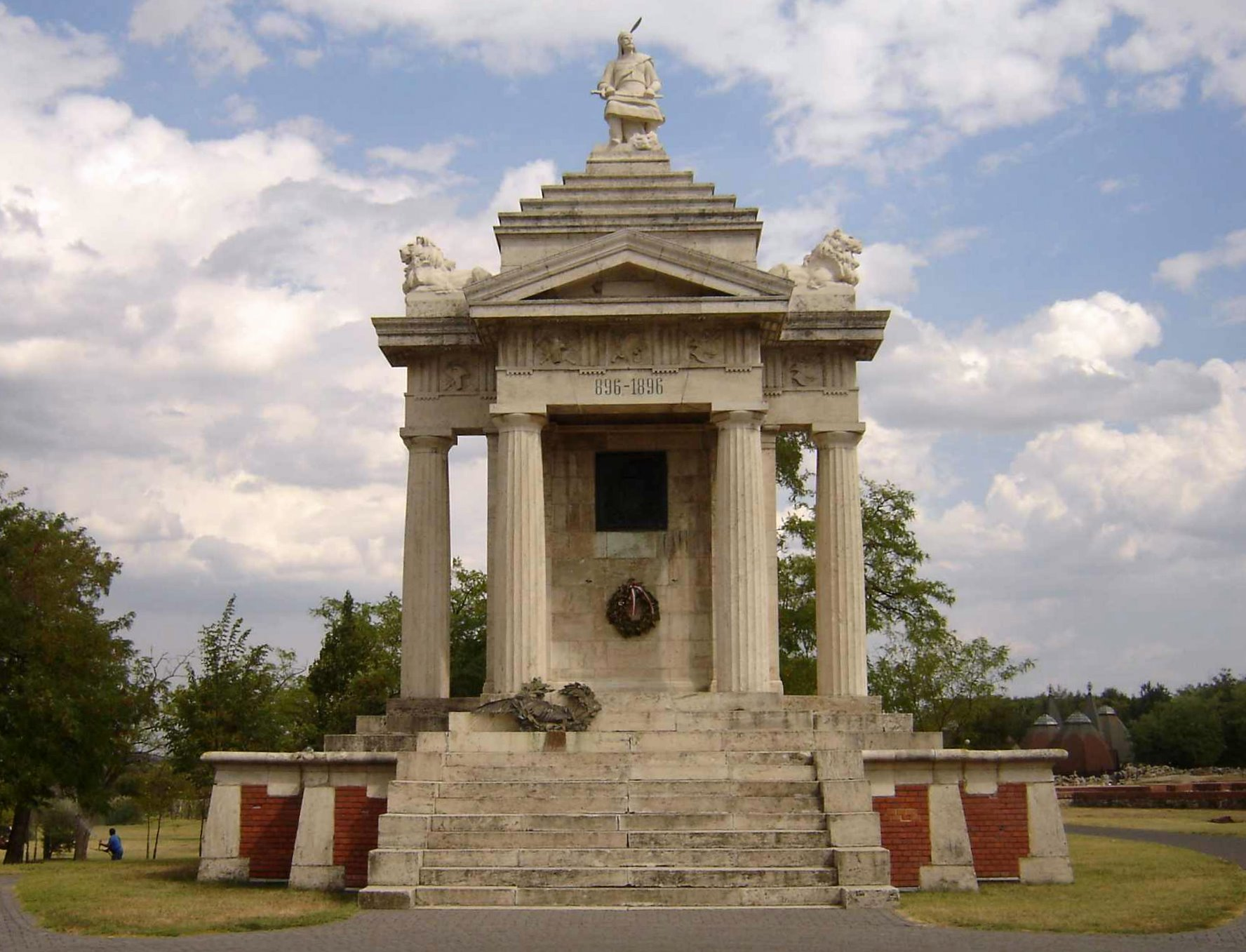
Az ópusztaszeri Árpád-emlékmű

Az alföldi magyarok ma hat ország területén osztoznak: Magyarország, Szlovákia, Ukrajna, Románia, Szerbia és Horvátország. Bár földrajzilag az Alföldhöz sorolhatjuk Budapest keleti felét (Pesti-síkság), a dunántúli Mezőföldet és Sárközt, valamint az egész Drávamenti-síkságot is, e tájak látnivalóit kulturális kapcsolataik alapján inkább a Nyugati Kárpát-medence keretében tárgyaljuk.
Az alföldi magyarság történelmi emlékei megtalálhatóak a nagy múltú városokban, Debrecenben, Nyíregyházán, Nyírbátorban, Beregszászban, Ungváron, Munkácson, Nagyszőlősön, Zilahon, Szatmárnémetiben, Nagyváradon, Szegeden, Baján, Kecskeméten, Kalocsán, Aradon, Temesváron, Nagybecskereken, Zentán, Szabadkán, Újvidéken.
Sok helyen fellelhetőek a részben ma is élő tanyavilág, a sajátos néprajzi emlékek és pásztorhagyományok. A magyar népművészet nevezetes alkotásai a kalocsai és a matyó hímzés és népviselet, a halasi csipke, valamint a beregi szőttes. A magyar népi emlékek egybegyűjtve is megtalálhatók a nyíregyházi sóstói skanzenben és a farkasfalvi Tiszaháti Tájmúzeumban.
Érdekes látnivalót jelentenek a nyírségi települések jellegzetes, fából épült haranglábai és középkori templomai (Csaroda, Tákos), de Alföld-szerte számos román stílusú és gótikus templom emlékeztet a magyar középkorra. A középkori várak, várromok közül leghíresebbek a munkácsi vár, az ungvári vár, a huszti várrom és a gyulai vár. A magyar nemesi családok kastélyai közé tartozik a nagymihályi, ungvári, szentmiklósi, dolhai, nagykárolyi és zsibói.
Az Alföld fontos történelmi emlékhelyei az ópusztaszeri Nemzeti Történeti Emlékpark, a kisrozvágyi honfoglalás kori skanzen és az aradi Szabadság-szobor. A történelmi-néprajzi múzeumok között megemlíthető a szegedi, hódmezővásárhelyi, szentesi és beregszászi (Beregvidéki Múzeum). Az Alföldön született számos költőnk, írónk a legnagyobbak közül, például Kölcsey Ferenc, Petőfi Sándor, Arany János és Ady Endre, akiknek emlékét több kiállítóhely, múzeum ápolja (pl. Szatmárcsekén, Kiskőrösön, Nagyszalontán, Nagyváradon). Erkel Ferenc szülőháza Gyulán ma múzeum, Tarpán pedig az Esze Tamás-kiállítás és Bajcsy-Zsilinszky Endre sírja látható. A magyar képzőművészek számos alkotása tekinthető meg az ungvári Kárpátaljai Magyar Szépművészeti Múzeumban és a debreceni Déri Múzeumban és a békéscsabai Munkácsy Mihály Múzeumban.

#### Települések nemzeti jelentőségű látnivalóval
- Néphagyományok, népművészet: Nagybereg, Sarud, Kalocsa, Mezőkövesd
- Múzeumok, kiállítóhelyek: Szeged, Ópusztaszer, Szolnok, Jászberény, Kiskunmajsa (56-os Múzeum), Hódmezővásárhely, Szentes, Debrecen, Kisrozvágy, Beregszász, Ungvár, Szatmárcseke, Szatmárnémeti, Tarpa, Misztótfalu, Nagyvárad, Nagyszalonta, Érmindszent, Szalacs, Világos, Laskó, Vörösmart
- Templomok: Munkács, Gerény, Szalóka, Nagybereg, Kígyós, Csetfalva, Nagymuzsaly, Kismuzsaly, Bene, Nagyszőlős, Tiszabökény, Huszt, Visk, Técső, Csenger, Csengersima, Fehérgyarmat, Gyügye, Kölcse, Szatmárcseke, Nyíracsád, Nyírbátor, Csaroda, Tákos, Szabolcs, Szamosújlak, Kunhegyes, Ócsa, Debrecen, Tarpa, Vámosoroszi, Szatmárnémeti, Ákos, Kaplony, Nagyvárad, Szalárd, Mezőtelegd, Magyarremete, Tamáshida, Albis, Bihardiószeg, Kovászi, Temesvár, Aracsi templomrom, Nagybecskerek, Versec, Szeged, Kiszombor, Bács, Csantavér, Újvidék, Marót
- Várak, erődök: ungvári vár, munkácsi vár, huszti várrom, Nyírbátor, kisvárdai vár, gyulai vár, Nagyvárad, Solymosvár, Versec, Bács, Pétervárad (Újvidék), Marót, Szalánkemén, Újlak, Kórógy
- Kastélyok: Balkány, Nagymihály, Ungvár, Szentmiklós, Dolha, Nagykereki, Nagykároly, Vaja, Zsibó, Szabadkígyós Wenckheim kastély,
- Történelmi városközpontok: Debrecen, Nyíregyháza, Beregszász, Ungvár, Munkács, Nagyszőlős, Szatmárnémeti, Nagyvárad, Szeged, Kecskemét, Kalocsa, Baja, Szentes, Hódmezővásárhely, Arad, Temesvár, Zenta, Szabadka, Újvidék
- Köztéri szobrok, emlékművek és emléktáblák: Munkács, Tiszacsoma, Salánk (Rákóczi-emlékpark), Aknaszlatina (magyar történelmi emlékpark), Dobóruszka, Karos, Ungvár, Beregszász, Dolha, Baja, Nagyszőlős, Tiszaújlak, Técső, Szolnok, Kiszombor, Makó, Debrecen, Szatmárcseke, Szatmárnémeti, Nagykároly, Kaplony, Sződemeter, Nagyvárad, Nagyszalonta, Érmindszent, Érmihályfalva, Albis, Bihardiószeg, Hegyközszentimre, Arad, Világos, Szabadka, Zenta
- Temetők: Szatmárcseke

### Keleti Kárpát-medence

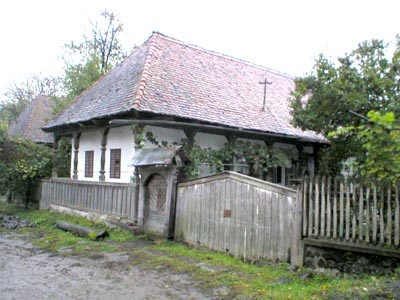
Sóváradi székely lakóház

A Keleti Kárpát-medence nagyobb része a történelmi Erdélyt, kisebb része pedig a Szilágysági-dombvidéket, az Erdélyi-középhegység nyugati vonulatait és a Bánsági-hegyvidéket foglalja magában. Erdély számos városa nagy szerepet játszott a magyar történelemben, például Kolozsvár, Gyulafehérvár, Marosvásárhely, Segesvár, Torda, Nagyenyed, Vajdahunyad. A régió a középkori várkastélyok és építészeti műemlékek, nemzeti jelentőségű történelmi és irodalmi emlékhelyek, hagyományőrző magyar falvak otthona. Az erdélyi magyarok, főleg a kisebb falvakban különleges vendégszeretetükről híresek.
Erdély legnagyobb összefüggő magyarlakta vidéke a Székelyföld. A magyar nemességhez tartozó székelyek legfontosabb feladata a középkori Magyar Királyság keleti határainak védelme volt. Székelyföld turisztikai vonzerejét a díszesen faragott székelykapuk, a történelmi műemlékek, a számos helyen fellelhető rovásírásos emlékek növelik.
A másik nagyobb magyarlakta néprajzi tájegység Kalotaszeg. Itt mintha megállt volna az idő, a kalotaszegiek a hagyományos gazdálkodó életet folytatják. A fatornácos parasztházak lakói ma is hordják gazdagon díszített hagyományos népviseletüket, őrzik népszokásaikat, a tisztaszobát színpompás festett bútoraik, hímzett ágyneműik borítják. Az ide látogató szinte minden faluban fazsindelyes, festett kazettás mennyezetű műemléktemplomot, sok helyen pedig kulturális rendezvényeket, táncházat találhat. A Kolozsvár közelében fekvő Szék városa ugyancsak élő néphagyományairól és népviseletéről, táncházairól nevezetes.
A régió híres népművészeti termékei a korondi edények, a nagykendi kukoricaháncstárgyak és a gyulakutai csipke.
Erdélyben számos magyar múzeum működik, például a Sepsiszentgyörgyön található Székely Nemzeti Múzeum és a Csíki Székely Múzeum Csíkszeredában. Szomorú emlékhely Barcaföldváron az 1944-es haláltábor emlékműve, ahol sok ártatlan magyar vesztette életét. Tamási Áron, Benedek Elek, Mikes Kelemen, Márton Áron, Kőrösi Csoma Sándor, Bolyai János munkásságát érdekes múzeumok, kiállítások mutatják be szülőhelyükön (Farkaslaka, Kisbacon, Zágon, Gyergyószentmiklós, Csomakőrös, Bólya). Borospatakon és Csernátonban található Erdély két teljesen magyar skanzenje, ahol a gyimesi csángók, illetve a székelyek építkezését, hagyatékát ismerhetjük meg. A régióban zajlik minden évben pünkösdkor a katolikus magyarság legnagyobb fesztiválja, a csíksomlyói búcsú. Júliusban rendezik meg az Ezer Székely Leány találkozót, a Székelyföld népművészeti fesztiválját. Ezenkívül az összmagyar jelentőségű rendezvények közé tartozik a gyimesközéploki tánctábor, illetve a kalotaszentkirályi és a válaszúti népzene- és néptánctáborok.

#### Települések nemzeti jelentőségű látnivalóval
- Néphagyományok, népművészet: Kalotaszeg falvai, Szék, Válaszút, Makfalva, Gyulakuta, Nagykend, Borospatak, Csernáton, Székelyvécke, Borospatak, Parajd, Korond, Sóvárad, Máréfalva, Torockó
- Múzeumok, kiállítóhelyek: Bánffyhunyad, Tordaszentlászló, Inaktelke, Kalotaszentkirály, Magyargyerőmonostor, Méra, Szék, Válaszút, Marosvásárhely, Makfalva, Nyárádszentsimon, Kibéd, Parajd, Székelyudvarhely, Szejkefürdő, Lövéte, Szentlélek, Székelykeresztúr, Kőrispatak, Farkaslaka, Bögöz, Szentegyháza, Gyergyószentmiklós, Gyimesbükk, Csíkszereda, Sepsiszentgyörgy ( Székely Nemzeti Múzeum), Kisbacon, Kézdivásárhely, Zágon, Csomakőrös, Bereck, Csernáton, Kovászna, Hídvég, Fehéregyháza, Négyfalu, Bólya, Szászsebes, Koltó
- Templomok: Kolozsvár, Kalotaszegi templomok, Dés, Szék, Mezőcsávás, Aranyosgerend, Aranyosgyéres, Aranyosegerbegy, Marosvásárhely, Székelyudvarhely, Csíkszereda, Barót, Bibarcfalva, Bögöz, Bölön, Dálnok, Egrestő, Énlaka, Erdőszentgyörgy, Gelence, Gyulakuta, Kézdiszentlélek, Marosludas, Nagyajta, Radnót, Székelyderzs, Szentdemeter, Nagyenyed, Torda, Gyulafehérvár, Fogaras, Kerc, Küküllővár, Marosszentimre, Szászváros
- Várak, erődök: Kalotaszegi várak, Kolozsvár, Marosvásárhely, Székelyudvarhely, Gyimesbükk, Csíkszereda, Segesvár, Szászkézd, Fogaras, Gyulafehérvár, Déva, Vajdahunyad, Nagyenyed, Torockószentgyörgy, Várasfenes
- Kastélyok: Bethlen, Bonchida, Aranyosgerend, Radnót, Marosvécs, Erdőszentgyörgy, Gyergyószárhegy, Dálnok, Torja, Zágon, Keresd, Küküllővár, Koltó
- Történelmi városközpontok: Kolozsvár, Gyulafehérvár, Marosvásárhely, Segesvár, Nagyenyed
- Köztéri szobrok, emlékművek és emléktáblák: Kolozsvár, Marosvásárhely, Székelyszentistván, Szászrégen, Székelyudvarhely, Csíkszereda, Sepsiszentgyörgy, Kézdivásárhely, Torja, Bereck, Gelence, Madéfalva, Barcaföldvár, Fehéregyháza, Apáca, Bólya, Nagyenyed, Torda, Koltó, Zilah
- Temetők: Kolozsvár (Házsongárdi temető), Marosvásárhely, Apáca, Erdőfüle, Vargyas, Nagyenyed

## Látnivalók téma szerint
A nemzeti történelem, művészettörténet, hagyományok szempontjából kiemelkedő jelentőségű települések a látnivaló típusa szerint:

### Néphagyományok, népművészet
Bart, Borospatak, Csernáton, Gönc, Gyulakuta, Hollókő, Kalocsa, Kalotaszeg falvai, Kapornak, Kéménd, Kolon, Korond, Lédec, Makfalva, Máréfalva, Mezőkövesd, Nagybereg, Nagykend, Őriszentpéter, Parajd, Sarud, Sóvárad, Szalafő, Szék, Székelyvécke, szennai skanzen, szentendrei skanzen, Tihany, Tokaj, Torockó, Válaszút, zalaegerszegi falumúzeum

### Múzeumok, kiállítóhelyek
Alistál, Alsósztregova, Arló, Badacsony, Balassagyarmat, Balatonfüred, Bánffyhunyad, Bátonyterenye, Bereck, Beregszász, Boldogkőváralja, Bólya, Bögöz, Bős, Budapest, Cserépfalu, Cserépfalu, Csernáton, Csíkszereda, Csobád, Csomakőrös, Csorna, Debrecen, Doborján, Dunaszerdahely, Edelény, Érmindszent, Farkaslaka, Fehéregyháza, Felsővadász, Forró, Füzér, Gömörszőlős, Gönc, Gyergyószentmiklós, Gyimesbükk, Győr, Herend, Hídvég, Hódmezővásárhely, Hollóháza, Somorjai honismereti ház, Inaktelke, Ipolybalog, Jászberény, Jósvafő, Kalotaszentkirály, Kaposvár, Kapuvár, Karcsa, Kassa, Kelemér, Kézdivásárhely, Kibéd, Kisbacon, Kiskunmajsa (56-os Múzeum), Kismarton, Kisrozvágy, Koltó, Komárom, Kovászna, Kőrispatak, Kőszeg, Kupa, Laskó, Legyesbénye, Lendva, Lövéte, Magyargyerőmonostor, Makfalva, Marosvásárhely, Martos, Méra, Mezőcsát, Mikszáthfalva, Miskolc, Misztótfalu, Misztótfalu, Monok, Muraszombat, Nagybánya, Nagyszalonta, Nagyvárad, Négyfalu, Ópusztaszer, Nikla, Nyárádszentsimon, Ózd, Pannonhalmi Bencés Főapátság, Parajd, Pécs, Putnok, Radamos, Répáshuta, Rimaszombat, Sály, Sárospatak, Sátoraljaújhely, Sepsiszentgyörgy ( Székely Nemzeti Múzeum), Somogyvár, Sopron, Szalacs, Szászsebes, Szatmárcseke, Szatmárnémeti, Szeged, Szejkefürdő, Szék, Székelykeresztúr, Székelyudvarhely, Szentegyháza, Szentendre, Szentes, Szentlélek, Szepesbéla, Szerencs, Szolnok, Szombathely, Tard, Tardona, Tarpa, Tihany, Tokaj, Tordaszentlászló, Ungvár, Válaszút, Várpalota, Veszprém, Világos, Vörösmart, Zágon, Zalaegerszeg, Zólyom

### Turisztikailag, művészetileg jelentős templomok
Ákos, Albis, Alistál, Aracsi templomrom, Aranyosegerbegy, Aranyosgyéres, Bács, Vörösberény, Balf, Balogunyom, Bántornya, Barót, Bártfa, Bátonyterenye, Bélapátfalva, Bene, Bény, Berhida, Berzéte, Bibarcfalva, Bihardiószeg, Bodrogolaszi, Bögöz, Bölön, Budapest, Csallóközcsütörtök, Csantavér, Csaroda, Csécs, Csempeszkopács, Csenger, Csengersima, Csepreg, Cserkút, Csetfalva, Csetnek, Csíkszereda, Csütörtökhely, Dálnok, Deáki, Debrecen, Dejte,  Dés, Domonkosfa, Dunaszerdahely, Eger, Egrestő, Énlaka, Erdőszentgyörgy, Esztergom, Fehérgyarmat, Feldebrő, Felsőőr, Felsőörs, Felsővály, Fogaras, Fót, Fülek, Garamszentbenedeki apátság, Gelence, Gelle, Gerény, Gömörrákos, Gutor, Győr, Gyulafehérvár, Gyulakuta, Gyügye, Egregy, Hidegség, Huszt, Ipolykiskeszi, Ják, Jászó, Kallósd, Kalotaszegi templomok, Kaplony, Karancsság, Karcsa, Kassa, Kerc, Késmárk, Kézdiszentlélek, Kígyós, Kismácséd, Kismuzsaly, Kiszombor, Kolon, Kolozsvár, Kovászi, Kölcse, Kőröshegy, Kőszeg, Kunhegyes, Küküllővár, Lakszakállas, Lébény, Losonc, Lőcse, Magyarremete, Magyarszecsőd, Máriafalva, Marosludas, Marosvásárhely, Marosszentimre, Marót, Mártonhely, Mátraverebély, Mezőcsávás, Mezőtelegd, Miskolc, Munkács, Nagyajta, Nagybánya, Nagybecskerek, Nagybereg, Nagyenyed, Nagymuzsaly, Nagyszombat, Nagyszőlős, Nagytoronya, Nagytótlak, Nagyvárad, Nyékvárkony, Nyíracsád, Nyírbátor, Nyitraújlak, Ócsa, Őriszentpéter, Őrisziget, Öskü, Pásztó, Pécs, Pozsony, Radnót, Aranyosgerend, Rozsnyó, Somorja, Sopron, Szabolcs, Szalárd, Szalóka, Szamosújlak, Szászváros, Szatmárcseke, Szatmárnémeti, Szécsény, Szeged, Szék, Székelyderzs, Székelyudvarhely, Székesfehérvár, ógyallai Szent László-templom, Szentdemeter, Szentendre, Szentmihályfa, Szepeshely, Szombathely, Tákos, Tamáshida, Tar, Tarpa, Técső, Temesvár, Tereske, Tiszabökény, Torda, Torna, Tornalja, Türje, Újvidék, Vámosoroszi, Velemér, Versec, Vértesszentkereszt, Veszprém, Visk, Zalaháshágy, Zánka, Zólyom, Zsámbék, Zsigra

### Várak, erődök
Árva vára, Bács, Bajmóc, Balatonszentgyörgy, Beckó, Berzéte, boldogkői vár, Borostyánkő, Borsi, Budai Várnegyed, Buják, Csáktornya, cseszneki vár, Csetnek, Csíkszereda, Déva, Dévény, diósgyőri vár, Drégely vára, Egri vár, Eszék, esztergomi vár, Felsőlendva, Fogaras, Fraknó, Fülek, füzéri vár, Gímeskosztolány, Gyimesbükk, gyulai vár, Gyulafehérvár, hollókői vár, huszti várrom, Illava, Jolsva, Kalotaszegi várak, Késmárk, kisnánai vár, kisvárdai vár, Kolozsvár, Komárom, Kórógy, Körmöcbánya, kőszegi vár, Krasznahorkaváralja, Lánzsér, Léka, Lendva, Magyaregregy, Márkusfalva, Marosvásárhely, Marót, munkácsi vár, Murányalja, Nagyenyed, Nagyvárad, Nagyvázsony, Németújvár, Nezsider, Nógrád, Nyírbátor, Ozora, Pásztó, pataki vár, Pécsvárad, Pétervárad (Újvidék), Pozsony, Salgótarján, sárvári vár, Segesvár, siklósi vár, Simontornya, siroki vár, Solymosvár, somoskői vár, sümegi vár, Szalánkemén, Szanda, Szarvaskői vár, Szászkézd, Szécsény, szécsényi várnegyed, Székelyudvarhely, szepesi vár, Szerencs, szigetvári vár, Szigliget, tatai vár, Torna, Torockószentgyörgy, Trencsén, Újlak, ungvári vár, Vágsellye, Vajdahunyad, Varasd, Várasfenes, Városszalónak, Várpalota, Versec, Visegrád, Vöröskő, Zólyom

### Kastélyok
Alsósztregova, Aranyosgerend, Bátonyterenye, Battyánfalva, Beckó, Bethlen, Betlér, Bonchida, Bős, Csetnek, Dálnok, Dég, Dolha, vasvörösvári kastély, Erdőszentgyörgy, tatai kastély, Fáj, Fehérvárcsurgó, Felsőpulya, Fertőd, Füzérradvány, Galánta, Gímes, Görgő, Gyergyószárhegy, Gyöngyös, Jászó, Jolsva, Keresd, Keszthely, Kismarton, Köpcsény, Küküllővár, Lakompak, Márkusfalva, Marosvécs, Martonvásár, Monyorókerék, Mosóc, Muraszombat, nádasdladányi kastély, Nagycenk, Nagykároly, Nagykereki, Nagykürtös, Nagymihály, Nagyőr, Nagyszarva, Nemesgomba, Noszvaj, Palást, Taszármalonya, Pozsony, Ráckeve, Radnót, Sárospatak, Soponya, Szécsény, Szentmiklós, Szilvásvárad, Tallós, Toporc, Torja, Torna, Tőketerebes, Ungvár, Zágon, Zsibó

### Köztéri szobrok és emlékművek, temetők
Szobrok, emlékművek:
Aknaszlatina (magyar történelmi emlékpark), Albis, Apáca, Arad, Baja, Barcaföldvár, Bereck, Beregszász, Bihardiószeg, Bólya, Branyiszkó, Budapest, Csáktornya, Csíkszereda, Debrecen, Dobóruszka, Dobsina, Dolha, Dunaszerdahely, Eger, Eperjes, Érmihályfalva, Érmindszent, Érsekújvár, Fehéregyháza, Galánta, Gelence, Görgő, Győr, Hegyközszentimre, Hibbe, Hodrusbánya, Kaplony, Karos, Kézdivásárhely, Kiszombor, Kolozsvár, Koltó, Komárom, Krasznahorkaváralja, Lendva, Madéfalva, Makó, Máramarossziget, Margonya, Marosvásárhely, Martos, Munkács, Nagyenyed, Nagyfalva, Nagykároly, Nagymegyer, Nagyszalonta, Nagyszőlős, Nagyvárad, Nyitraújlak, Ógyalla, Pécs, Pozsony, Rimaszombat, Rozsnyó, Salánk (Rákóczi-emlékpark), Selmecbánya, Sepsiszentgyörgy, Szabadka, Szászrégen, Szatmárcseke, Szatmárnémeti, Székelyszentistván, Székelyudvarhely, Szigetvár, Szolnok, Sződemeter, Técső, Tiszacsoma, Tiszaújlak, Torda, Torja, Udvard, Ungvár, Vágegyháza-Alsózáros, Vereckei-hágó, Világos, Zenta, Zilah, Zólyom
Temetők:
Apáca, Budapest, Erdőfüle, Kolozsvár (Házsongárdi temető), Isaszeg, Komáromi temetők, Losonc, Marosvásárhely, Nagyenyed, Szatmárcseke, Szolyva, Toporc, Vargyas

## Fesztiválok, kulturális és vallási események

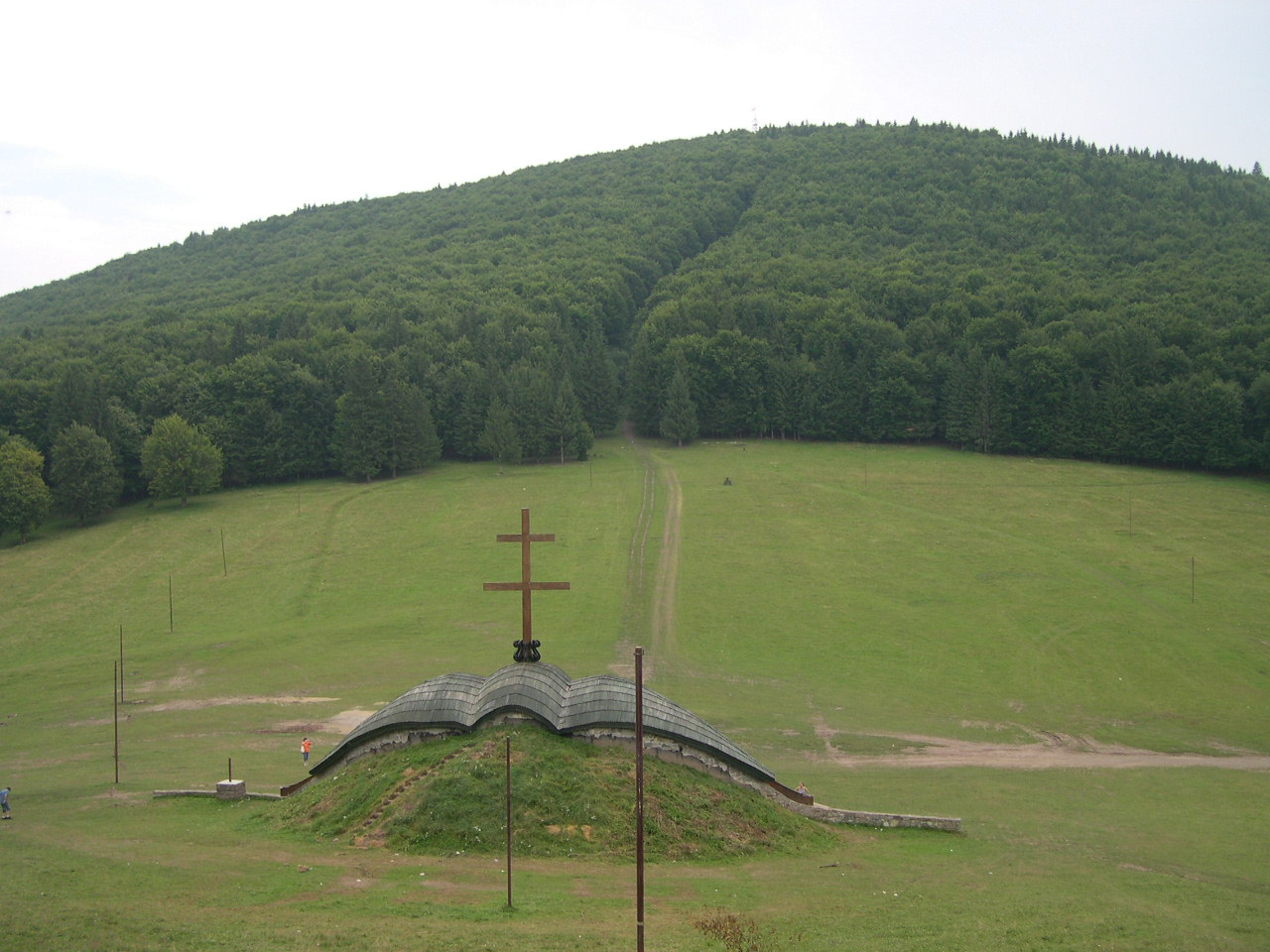
Szabadtéri oltár a csíksomlyói búcsú helyszínén

A Kárpát-medence rendszeresen megrendezésre kerülő fontosabb rendezvényei, amelyek nem csak helyi jelentőségű, hanem regionális vagy össznemzeti események.
- Pünkösd: Csíksomlyói búcsú, Csíkszereda
- Május vége - Diósgyőri Várjátékok, Galánta: Kodály Napok
- Június eleje - Krasznahorkaváralja: Krasznahorkai Reneszánsz Napok (magyar-szlovák közös történelmi fesztivál)
- Július eleje - Kéménd, Szerelem-sziget: Szikince-Ghymes Fesztivál, magyar hagyományőrző napok
- Július
  - Ezer Székely Leány találkozó, Csíkszereda
  - Gyimesközéplok: Gyimesi Tánctábor július utolsó hetében
- Július közepe - Krasznahorkaváralja: "Gomabaszögi" Nyári Tábor: 4 napos nyári egyetem és diáktalálkozó, zenés, táncos, színházas programok, előadások, játékok, készművesfoglalkozások
- Július vagy augusztus - Gombaszög: A Szlovákiai Magyarok Országos Kulturális Ünnepélye: 3 napos néptáncfesztivál, népi kirakodóvásár, könnyűzenei előadók
- Július-augusztus - Kapolcs és környéke: Művészetek Völgye
- Augusztus eleje - Várhosszúrét: néptánctábor[2]
- Augusztus
  - Nemzetközi kalotaszegi népzene- és néptánctábor, Kalotaszentkirály augusztus első hete. A legrégebbi és legnagyobb létszámmal működő ilyen rendezvény Erdélyben.
  - Nemzetközi mezőségi népzene- és néptánctábor, Válaszút (Kallós-kúria)
- Október 5. – Alsósztregova: Madách Emléknap